# Будянський Віктор Ігорович
Віктор Ігорович Будянський (рос. Виктор Игоревич Будянский, нар. 12 січня 1984, Вовчанськ) — російський футболіст українського походження, півзахисник.

## Клубна кар'єра
Народився 12 січня 1984 року в місті Вовчанськ, Харківська область. З 2001 року проживав у Італії, де був вихованцем футбольної школи клубу «Ювентус». Дорослу футбольну кар'єру розпочав в основній команді того ж клубу, в якій провів три сезони, проте не зміг заграти, взявши участь лише у 2 матчах чемпіонату.
З 2004 по 2007 виступав на правах оренди за «Реджину», «Авелліно» та «Асколі».
Після цього, влітку 2007 року футболіста придбало «Удінезе», але заграти у команді він не зміг заграти і вже у січні 2008 року перейшов на правах оренди в «Лечче», де виступав до січня 2009 року, після чого був відданий в оренду в «Хімки».
У 2011 році на правах вільного агента полишив «Удінезе».

## Виступи за збірну
2007 року провів два матчі у складі національної збірної Росії.

## Статистика виступів

### Статистика клубних виступів
| Сезон   | Команда    | Ліга | Ігор | Голів |
| 2003-04 | «Ювентус»  | A    | 2    | 0     |
| 2004-05 | «Ювентус»  | A    | 0    | 0     |
| 2004-05 | «Реджина»  | A    | 2    | 0     |
| 2005-06 | «Авелліно» | B    | 28   | 1     |
| 2006-07 | «Асколі»   | A    | 31   | 3     |
| 2007-08 | «Удінезе»  | A    | 1    | 0     |
| 2007-08 | «Лечче»    | B    | 14   | 1     |
| 2008-09 | «Лечче»    | A    | 4    | 0     |
| 2009    | «Хімки»    | ПЛ   | 9    | 0     |
| 2009-10 | «Удінезе»  | A    | 0    | 0     |